# 페어플레이 (2023년 영화)
"페어플레이"(영어: Fair Play)는 2023년 개봉한 미국의 에로 스릴러 영화이다. 클로이 두몬트의 감독 데뷔작이며 그가 각본 역시 맡았다. 2023년 선댄스 영화제에서 전 세계 최초로 공개되었다.